# Tricesimo
Tricesimo là một đô thị ở tỉnh Udine trong vùng Friuli-Venezia Giulia thuộc Ý, có cự ly khoảng 70 km về phía tây bắc của Trieste và khoảng 9 km về phia bắc của Udine. Tại thời điểm ngày 31 tháng 12 năm 2004, đô thị này có dân số 7.471 người và diện tích là 17,5 km².
Đô thị Tricesimo có các frazioni (đơn vị cấp dưới, chủ yếu là các làng) Ara Grande, Ara Piccola, Felettano, Fraelacco, Leonacco, Braidamatta, Colgallo, và Adorgnano.
Tricesimo giáp các đô thị: Cassacco, Pagnacco, Reana del Rojale, Tarcento, Tavagnacco, Treppo Grande, Fagagna.